# 大増鍾乳洞
大増鍾乳洞（だいますしょうにゅうどう）は、東京都西多摩郡奥多摩町にある鍾乳洞。

## 概要
1982年（昭和57年）に所有者が裏庭を広げる工事中に発見。長さは45メートルと短く、高さも低いが、ほぼ自然のままの状態の鍾乳洞である。
鍾乳石本来の純白の結晶石や、天井から成長中の鍾乳管を目の当たりに見ることができる。洞内の単独行は禁止されており、必ず所有者家族の案内と解説がつく。
洞内の写真撮影は基本的に禁止。これは、カメラのフラッシュによって鍾乳石が黒ずんでしまう可能性があるためである。2011年（平成23年）9月の台風の影響により休業中である。

## 所在地
- 東京都西多摩郡奥多摩町氷川2226

## 入場料
- 大人(高校生以上)  400円
- 中学生  300円
- こども(小学生)  200円

## アクセス
- JR青梅線奥多摩駅から西東京バス東日原行きか、鍾乳洞（日原鍾乳洞）行きに乗車、大沢下車。所要時間約10分。
- 奥多摩駅前付近の日原街道入口交差点から、日原街道（東京都道204号日原鍾乳洞線）約2.3キロメートル。大沢バス停の前（進行方向左側に、写真左手の立て看板が立っている）。

## 備考
- 見学は、原則的に明るいうちなら可能だが、所有者の家族が不在の時は不可。電話確認の上、訪問したほうが無難。
- 駐車場 - 6台（無料）